# Operazione diabolica
Operazione diabolica (Seconds) è un film del 1966 diretto da John Frankenheimer e interpretato da Rock Hudson, tratto dal romanzo Istituto di bella morte (Seconds) di David Ely. È un thriller con elementi di fantascienza o "fantasociologia".

## Trama
Arthur Hamilton, un uomo di mezza età, conduce una vita insoddisfatta nonostante un buon impiego e un ottimo stato sociale. Un giorno riceve una telefonata da Charlie, un amico che credeva morto, il quale gli indica un indirizzo al quale recarsi. Il luogo è la sede di un'organizzazione che offre ai propri clienti la possibilità di iniziare una nuova vita inscenandone la morte e cambiandone l'aspetto con un'operazione di chirurgia plastica. Hamilton accetta (non del tutto volontariamente: viene ricattato con delle immagini riprese con l'inganno che lo incastreranno se non darà il suo consenso) e assume l'identità di Tony Wilson, pittore di Malibù. Inizialmente ha difficoltà con la sua nuova vita, ma poi la conoscenza della bella Nora Marcus gli ridà fiducia e serenità.
Durante una festa però scopre che le cose non stanno proprio come crede e sente il bisogno di chiudere i conti con il passato. Dopo una visita alla ex-moglie, con la quale ha un dialogo rivelatore, decide di rivolgersi all'organizzazione per ricominciare di nuovo con un secondo cambio d'identità. In cambio però, l'organizzazione gli chiede di convincere qualche suo conoscente a rivolgersi a loro, così come aveva fatto il suo amico Charlie con lui. La sua incapacità a soddisfare questa richiesta avrà conseguenze agghiaccianti.

## Distribuzione
È stato presentato in concorso al 19º Festival di Cannes.

## Critica
Il Mereghetti scrive:
E il Morandini commenta:

## Curiosità
- Nonostante Rock Hudson sia il protagonista del film, non appare fino al 40º minuto, solo dopo che Arthur Hamilton (interpretato dall'attore John Randolph) abbia subito il processo di trasformazione, divenendo il giovane ed attraente Antiochus "Tony" Wilson.[5]
- La villa di Tony Wilson a Malibù era di proprietà del regista John Frankenheimer. Anche buona parte dei trofei che vengono sfoggiati nell'arredamento appartengono al regista come i trofei di tennis.[5]
- Nella versione in DVD del film sono stati reintegrati alcuni minuti che mostrano una selvaggia festa baccanale con molte nudità, soprattutto femminili ma anche maschili. Il regista avrebbe voluto reinserire anche una scena in cui il protagonista va a fare visita alla figlia, ma la pellicola in questione è andata persa.
- Jonathan Mostow pianificò un remake del film, ma al 2011 rimane ancora inedito ogni possibile progetto.[5]
- Diversi attori vennero contattati per il ruolo di Tony Wilson/Arthur Hamilton: il primo fu Kirk Douglas, oltre a Glenn Ford e Laurence Olivier, ma la Paramount preferì assegnare il ruolo di protagonista ad un attore con maggiori successi al botteghino come Rock Hudson.[6]
- I quadri che Tony Wilson dipinge sono in realtà opere dell'artista John Hunter.[7]
- Operazione diabolica è inoltre noto per la sua associazione con Brian Wilson del gruppo musicale statunitense The Beach Boys. La storia, che ebbe origine da un articolo di giornale dell'ottobre 1967,[8] racconta che Brian, arrivato tardi in sala mentre si era recato al cinema a vedere il film, la prima battuta di dialogo che sentì fu: "Come in, Mr. Wilson" ("Entri pure, Mr. Wilson"). La strana coincidenza lo portò a credere per qualche tempo che il produttore discografico rivale Phil Spector (uno dei finanziatori del film) lo avesse preso in giro attraverso il film, e che la sceneggiatura dello stesso fosse stata scritta ispirandosi alle sue recenti traumatiche esperienze con le droghe e la depressione.[9][10] Poco tempo dopo, i Beach Boys cancellarono l'uscita dell'album SMiLE, e il film lo scosse talmente che Brian non tornò più in un cinema fino al 1982 quando andò a vedere E.T. l'extra-terrestre.[11]

## Riconoscimenti
- Candidato per l'oscar alla migliore fotografia in bianco e nero, 1967